# Scandix stella
Scandix stella är en flockblommig växtart som beskrevs av Ernst Gottlieb von Steudel. Scandix stella ingår i släktet nålkörvlar, och familjen flockblommiga växter. Inga underarter finns listade i Catalogue of Life.